# 1000-km-Rennen auf dem Nürburgring 1969

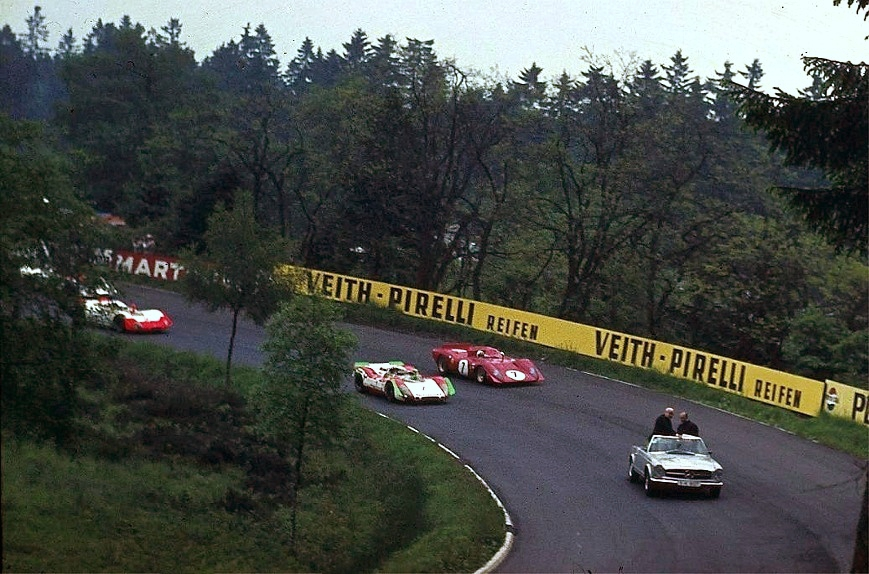
Das Feld in der Einführungsrunde in der Südkehre. Vorn der Führungswagen, hinter dem Fahrer stehend Juan Manuel Fangio, daneben Rennleiter Erwin Illg. Dahinter links der Porsche 908/02 mit Jo Siffert und daneben der Ferrari 312P mit Chris Amon am Steuer, dahinter der Porsche 908/02 mit Gerhard Mitter

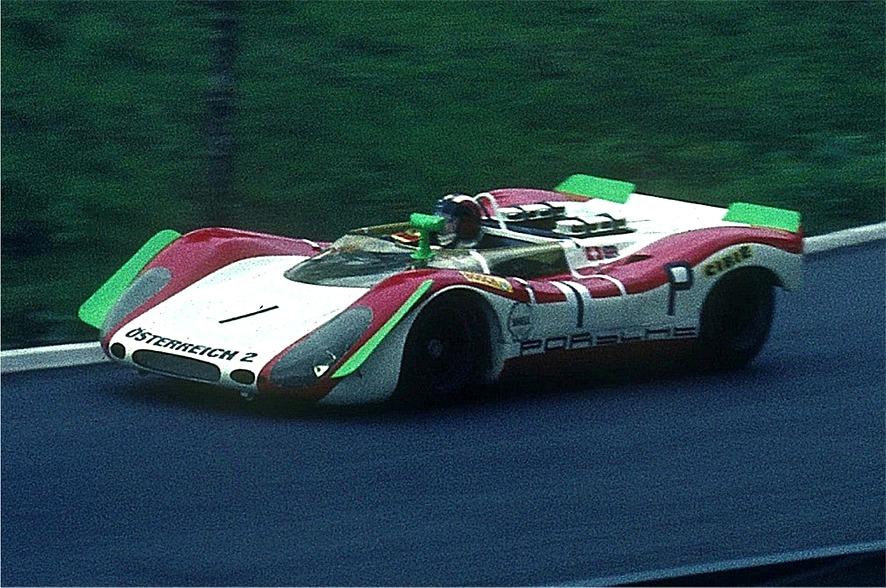
Jo Siffert im Porsche 908/02 mit der Porsche-Austria-Lackierung

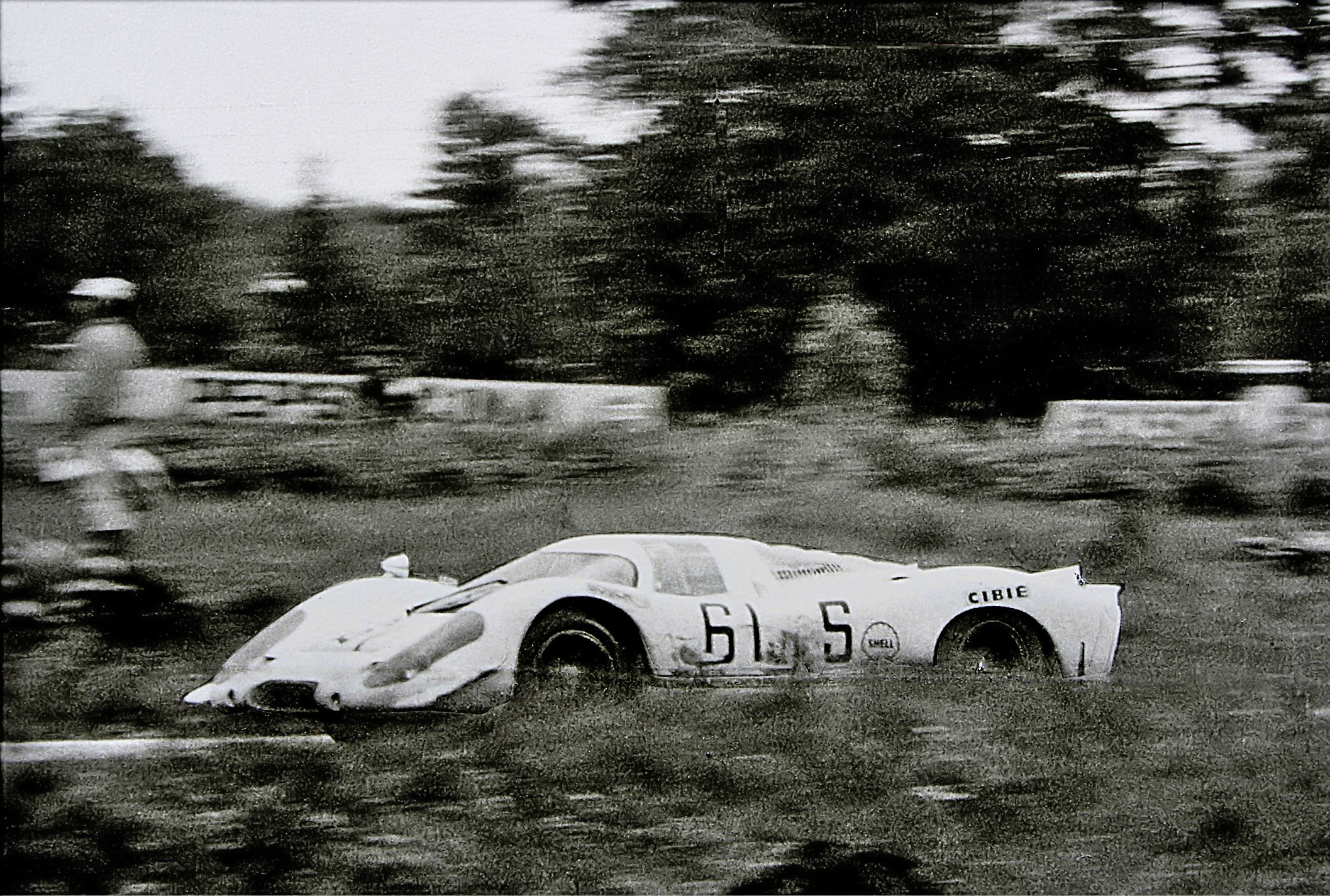
Der Porsche 917 von Frank Gardner und David Piper während des Rennens

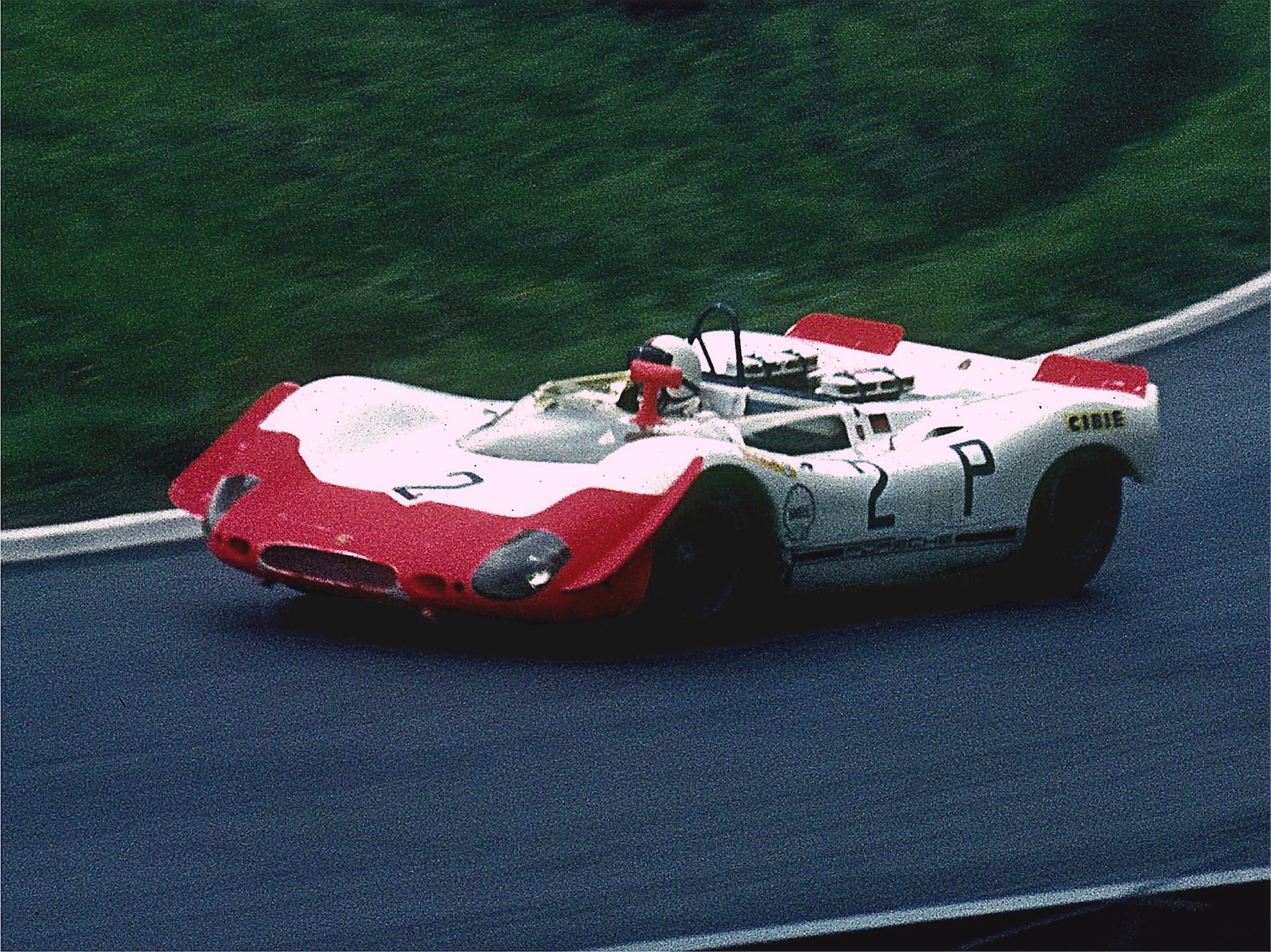
Gerhard Mitter im Porsche 908 mit der Startnummer 2. Nach erheblichen technischen Problemen kamen Mitter und Teamkollege Udo Schütz als 31. der Gesamtwertung ins Ziel

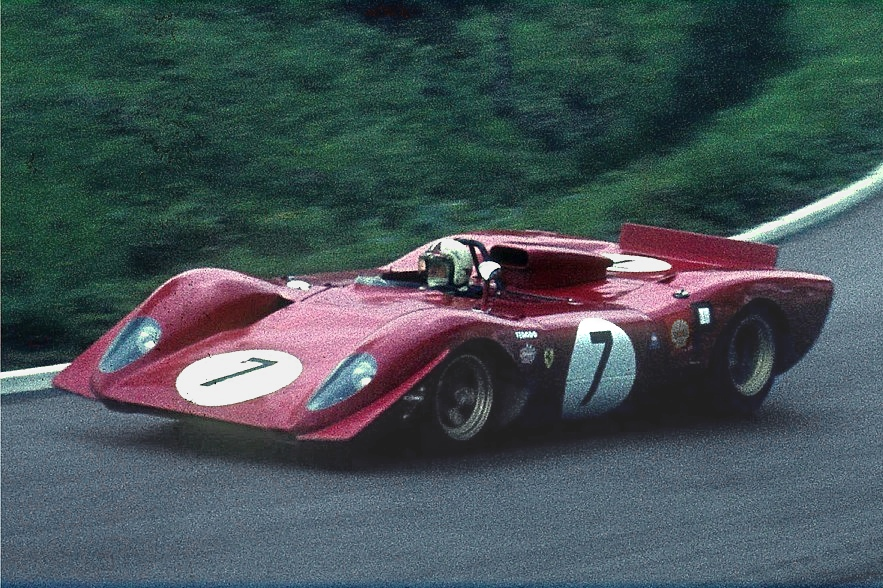
Chris Amon im Ferrari 312P in der Südkehre. Nach einem Elektrikdefekt fiel der Wagen nach 28 gefahrenen Runden aus

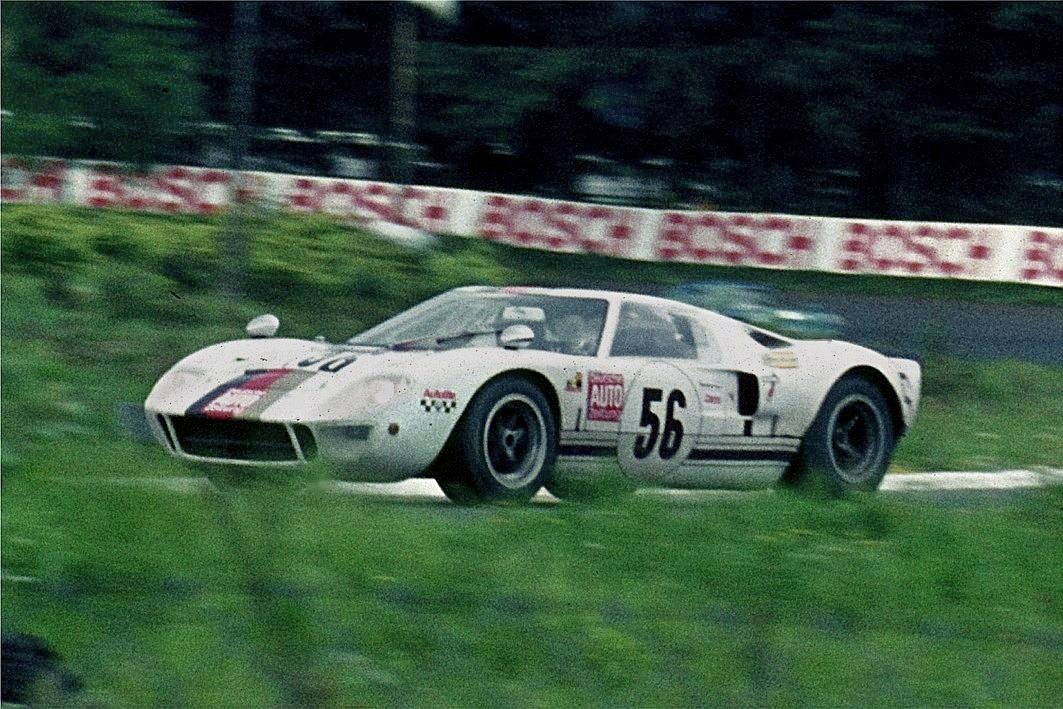
Hinter fünf Porsche 908 kam der Ford GT40 von Helmut Kelleners und Reinhold Joest als Gesamtsechster ins Ziel

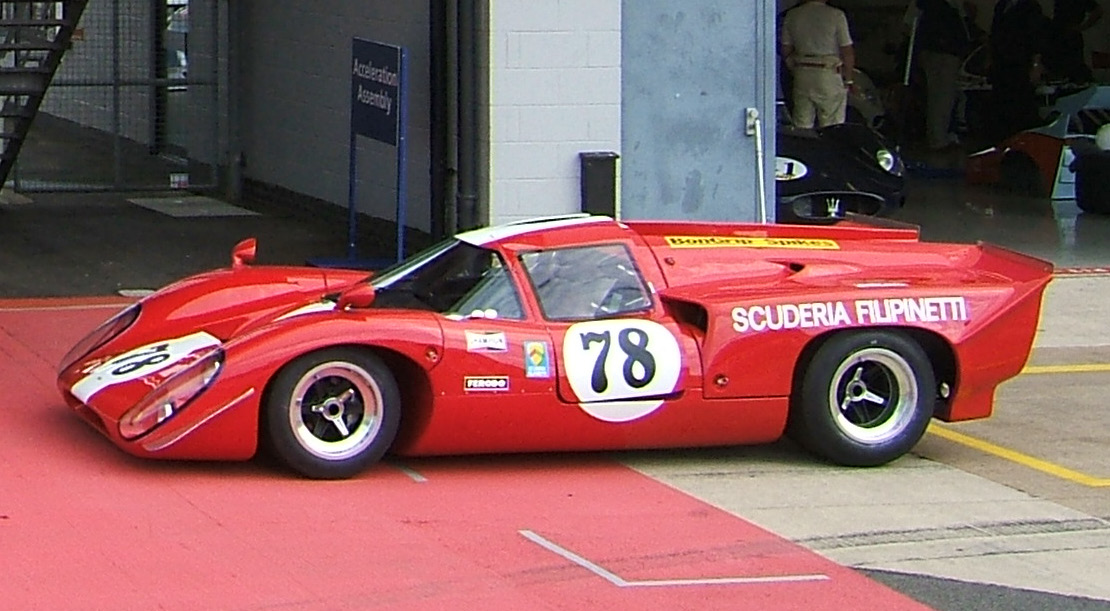
Scuderia Filipinetti-Lola T70 Mk.3B GT

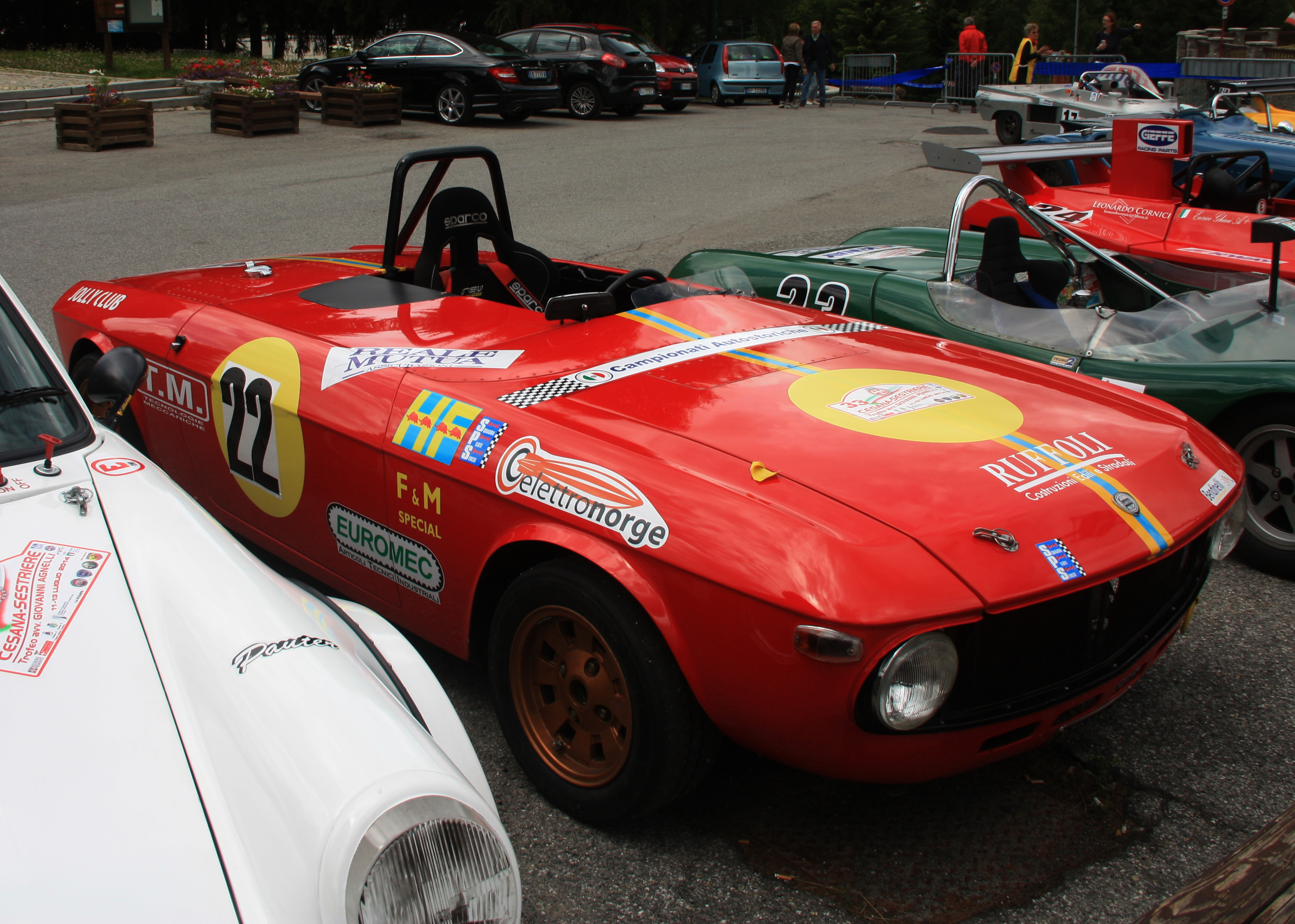
Lancia Fulvia HF F&M Special; Zwei Werks-Fulvias waren gemeldet und wurden von Sandro Munari/Rauno Aaltonen und Claudio Maglioli/Raffaele Pinto an die 27. bzw. 29. Stelle der Gesamtwertung gefahren

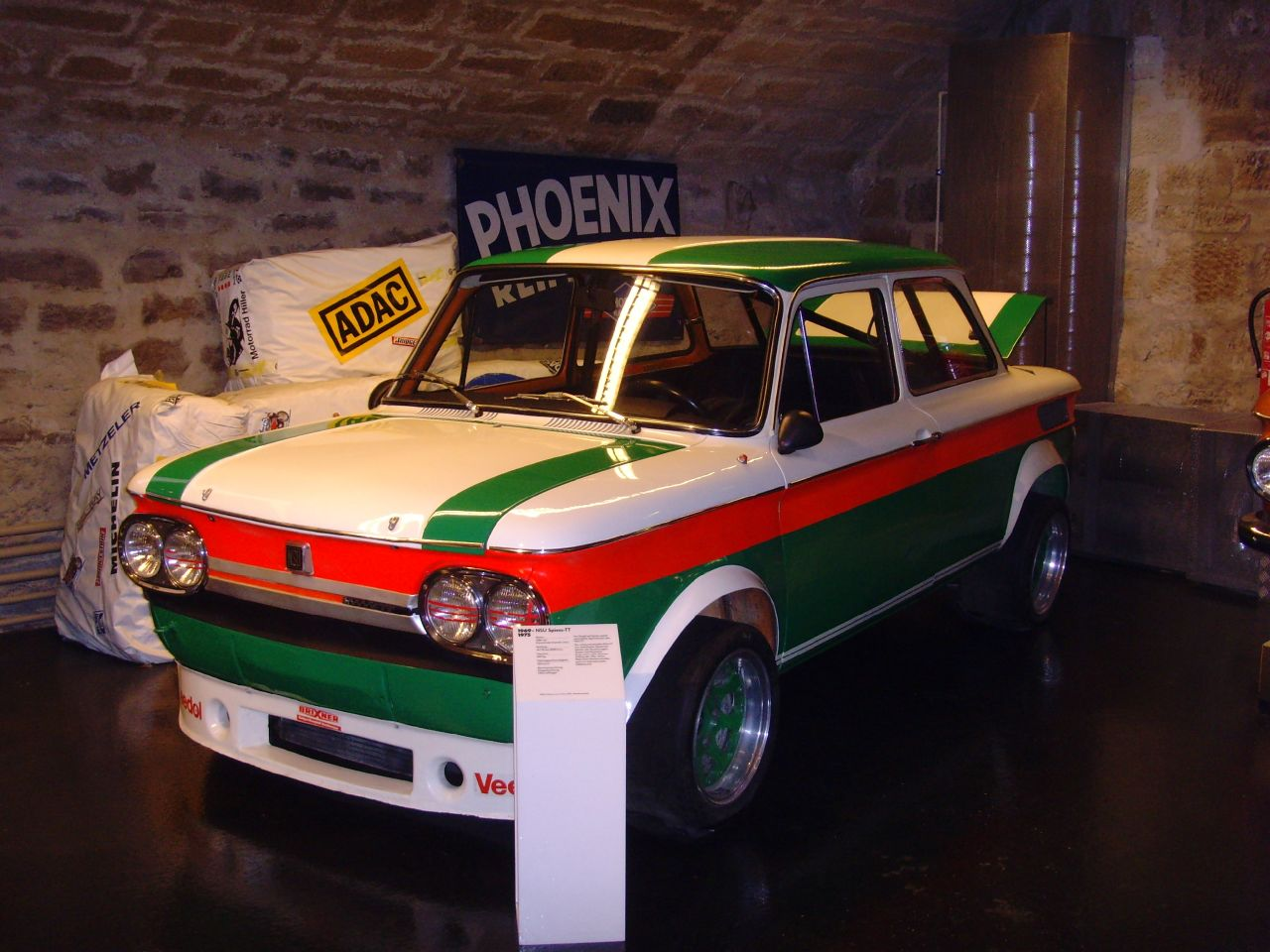
NSU Spiess 1300; Manfred Spiess und Heinz Gilges erreichten mit diesem Wagen den 37. Rang in der Endwertung

Das 15. 1000-km-Rennen auf dem Nürburgring, auch ADAC-1000 km-Rennen auf dem Nürburgring, Nürburgring, fand am 1. Juni 1969 auf der Nordschleife des Nürburgrings statt und war der siebte Wertungslauf der Sportwagen-Weltmeisterschaft dieses Jahres.

## Vor dem Rennen
Vor dem Rennen auf dem Nürburgring, dem siebten Wertungslauf der Saison, hatte sich in der Weltmeisterschaft eine klare Favoritenstellung ergeben. Nach den beiden Langstreckenrennen in den Vereinigten Staaten setzte beim 6-Stunden-Rennen von Brands Hatch eine Porsche-Siegesserie ein. In Nordamerika war das deutsche Team sieglos geblieben. Das 24-Stunden-Rennen von Daytona 1969 gewannen Mark Donohue und Chuck Parsons auf einem von Roger Penske gemeldeten Lola T70 Mk.3B GT. In Sebring steuerten Jacky Ickx und Jackie Oliver einen in die Jahre gekommenen Ford GT40 zum Gesamtsieg. Den Erfolgslauf von Porsche eröffneten Jo Siffert und Brian Redman in Brands Hatch. Der 33-jährige Schweizer und sein ein Jahr jüngerer britischer Partner erwiesen sich in der ersten Hälfte der Saison als das fahrerisch stärkstes Team der Sportwagenszene. Während Siffert immer den jeweiligen Startturn fuhr und dabei mit hohem, aber kalkulierten Risiko fahrend einen nennenswerten Vorsprung auf die Konkurrenz herausfuhr, verwaltete Redman diesen dann souverän und materialschonend. Auch beim 1000-km-Rennen von Monza führte diese Taktik zum Sieg. Nach dem Sieg von Gerhard Mitter und Udo Schütz bei der Targa Florio gewannen in Spa wieder Siffert und Redman.

## Das Rennen

### Teams, Fahrzeuge und Fahrer
Das 1000-km-Rennen fand 1969 später im Jahr als in den Saisons davor statt, nur zwei Wochen vor dem 24-Stunden-Rennen von Le Mans, dem Saisonhöhepunkt in der Weltmeisterschaft. Die beiden französischen Werksteams von Matra und Alpine verzichteten auf eine Teilnahme auf dem Nürburgring, um sich voll auf das Heimrennen konzentrieren zu können. Die Scuderia Ferrari meldete nur einen 312P für Chris Amon und Pedro Rodríguez. Im Unterschied zu den 12- und 24-Stunden-Rennen, wo die Rennmannschaft um John Wyer auf den Ford GT40 vertraute, setzte sie in der Eifel die Mirage M2/300 ein. Die Wyer-Teamleitung war mit den zwar leistungsstarken, jedoch schweren und viel Treibstoff verbrauchenden V12-Motoren von BRM unzufrieden und rüstete vor dem 1000-km-Rennen ein Fahrgestell auf den ebenfalls aus der Formel 1 stammenden 3-Liter-V8-DFV-Motor von Cosworth um. Da das Cosworth-Triebwerk breiter war als der BRM-Motor und ein Hewland-Getriebe hatte (Der BRM-Motor arbeitete mit einem ZF-Getriebe), musste das Heck des Mirage umgebaut werden. Die seitlichen Kühler mussten in die Front des Wagens verlegt werden. Da für den Umbau nur wenig Zeit blieb, verzichtete das Team auf ausreichende Testarbeit vor dem Rennen. Gefahren wurde der Wagen von Jacky Ickx und Jackie Oliver. Der zweite Mirage hatte noch den BRM-Motor und wurde von David Hobbs und Mike Hailwood gesteuert.
Unmittelbar nach dem Rennen in Belgien buchte die Teamleitung von Porsche den Nürburgring für Testfahrten. Gefahren wurde sowohl auf der Nord- als auch auf der Südschleife. Auf der 7,747 Kilometer langen Südschleife wurden seit Ende 1968 keine Rennen mehr ausgetragen. Genutzt wurde die Bahn aber noch für Testfahrten. Wenige Tage nach Porsche testete auch Autodelta mit dem Tipo 33 auf der Südschleife. Unter der Leitung von Peter Falk standen bei Porsche Versuchsfahrten mit dem Porsche 917 und dem 908 auf dem Programm. Für den 908 wurde in Zuffenhausen eine neue Karosserie-Variante gebaut. Wesentliche Neuerungen waren eine verkleinerte Cockpitöffnung und ein im Windkanal aerodynamisch optimierter Vorderwagen. Rolf Stommelen fuhr mit dem 908 beachtliche Zeiten, auf der Nordschleife 8:06,000 Minuten und auf der Südschleife 2:05,000 Minuten. Beim Versuch, die Stommelen-Zeit auf der Südschleife zu unterbieten, hatte Jo Siffert im 908 einen schweren Unfall. Siffert, der kaum auf der Südschleife gefahren war, bremste die Müllenbach-Kurve zu spät an, worauf der Spyder von der Strecke abkam und sich überschlug. Der Wagen kam mit den Rädern nach oben zu liegen; der Fahrer konnte mit Hilfe einiger Streckenposten unverletzt dem Wrack entsteigen.
Auch der 917 wurde auf der Nord- und Südschleife gefahren. In einigen Publikationen über den Porsche 917 wird das 1000-km-Rennen auf dem Nürburgring als Debüt dieses Rennwagenmodells bezeichnet. Tatsächlich wurde der 917 schon beim 1000-km-Rennen von Spa-Francorchamps erstmals eingesetzt. Jo Siffert fuhr dort den Wagen im verregneten Training und bemängelte das Fahrverhalten. Siffert und Redman griffen für das Rennen auf den 908 zurück, sodass der 917 vorerst ohne Fahrer war. Nachdem der 908 von Gerhard Mitter und Udo Schütz am letzten Trainingstag einen Motorschaden hatte, bestritten sie das Rennen mit dem 917. Nach nur einer Runde musste der Wagen wegen eines überdrehten Motors abgestellt werden. Stommelen erreichte mit dem 917 auf der Südschleife 2:20,000 Minuten, auf der Nordschleife kam er nicht unter 8:39,000 Minuten. Laut Porsche-Computersimulation sollte der 917 auf der Nordschleife pro Runde vier Sekunden schneller sein als der 908. In der Realität der Testfahrten fehlten jedoch 30 Sekunden. Alle Werksfahrer, die den 917 bei den Testfahrten fuhren, beklagten die schlechten Fahreigenschaften. Hans Herrmann bezeichnete das Fahrzeug als schwerfällig, Kurt Ahrens als Geschwür und Gerhard Mitter als gefährlich. Da keiner der Werksfahrer einen 917 im Rennen fahren wollte, Ferry Porsche und Ferdinand Piëch das Modell aber unbedingt einsetzen wollten, musste Porsche-Rennleiter Rico Steinemann handeln. Sein erster Ansprechpartner war Masten Gregory, der ablehnte. Daraufhin wandte er sich an die beiden BMW-Werksfahrer Hubert Hahne und Dieter Quester. Steinemann bot ihnen neben einem geringen Startgeld eine lukrative Prämie, sollten sie den Wagen bis ins Ziel fahren. Während Hubert Hahne schnell zusagte, erbat sich Dieter Quester Bedenkzeit. Quester hatte die Freigabe von BMW erhalten, für Carlo Abarth einen Abarth 1300 SP zu fahren, was er während des ersten Trainings auch tat. Hahne fuhr drei Runden mit dem 917 und erreichte in seinem schnellsten Umlauf eine Zeit von 8:38,000 Minuten. Nach einigem Hin und Her kündigte Quester bei Carlo Abarth den Fahrervertrag und nahm das Porsche-Angebot an. Am Freitagnachmittag fuhr er zwei Runden mit dem Porsche und berichtete danach von seinen Eindrücken. Er müsse mit einem enormen Kraftaufwand ständig am Lenkrad korrigieren. Er fand „den Kraftprotz zum Fürchten stark“. Am Abend meldete sich BMW-Rennsportleiter Alex von Falkenhausen, Questers Schwiegervater, telefonisch bei ihm und danach bei Hubert Hahne und erklärte den beiden, dass es seitens BMW für einen Porsche-Einsatz keine Startfreigabe gäbe. Damit stand Steinemann wieder ohne Fahrer da. Der Fahrerkreis, dem man einen Wagen wie den 917 anvertrauen konnte, war allerdings nicht mehr besonders groß. Steinemann entschied David Piper zu kontaktieren und erreichte ihn spät am Abend telefonisch. Piper war ein vielbeschäftigter Rennfahrer, der fast jedes Wochenende Autorennen bestritt und immer wieder kurzfristig einsprang. In Spa war er für den an Masern erkrankten Chris Amon für Ferrari gestartet. Piper sagte sofort zu und vermittelte seinen Nachbarn Frank Gardner als zweiten Fahrer. Sie flogen noch in der Nacht mit einer von Porsche bezahlten Privatmaschine nach Deutschland und kamen am Samstagvormittag an der Strecke an.
Nach dem Verzicht auf den 917 waren die Porsche-Werksfahrer mit 908-Fahrgestellen am Start. Im Frühsommer hatte Louise Piëch, die Schwester von Ferry Porsche und die Mutter von Ferdinand Piëch, für die Porsche Holding in Salzburg ein zweites Porsche-Rennteam aufgebaut und zwei Porsche 908 Spyder erworben. Einen 908 fuhren die beiden Porsche-Werksfahrer Rudi Lins und Richard Attwood. Der zweite Spyder war als Ersatzwagen vorgesehen und wurde nach dem Unfall von Siffert beim Testen an das deutsche Werksteam verborgt. Die Fahrgestelle wurden vor dem Freitag-Training unter den Werksfahrern verlost und Siffert mit Copilot Redman zog den Porsche-Salzburg-908. Die weiteren Fahrerpaarungen lauteten: Rolf Stommelen/Hans Herrmann, Vic Elford/Kurt Ahrens, Willi Kauhsen/Karl von Wendt sowie Gerhard Mitter/Udo Schütz.
Autodelta brachte drei Tipo 33/2 an die Nürburgring-Nordschleife, deren Einsatz die deutschen Alfa-Romeo-Händlern finanzierten. Die Wagen wurden in der Sportwagenklasse bis 2 Liter Hubraum gemeldet und von Carlo Facetti/Herbert Schultze, Andrea de Adamich/Nino Vaccarella sowie Nanni Galli/Ignazio Giunti gefahren.

### Training und Qualifikation
Schon am Freitag, dem ersten Trainingstag, versuchten die Fahrer die 8-Minuten-Barriere für eine Runde zu durchbrechen, was bis dahin nur einmal gelungen war. Chris Amon fuhr 1968 bei einer Testfahrt im Ferrari 312F1 eine Zeit von 7:57,000 Minuten. Pedro Rodríguez fuhr im Ferrari 8:19,000 Minuten, danach Schütz im Porsche 8:12,000 Minuten, die wenig später von seinem Teamkollegen Mitter auf 8:10,000 Minuten verbessert wurden. Erich Bitter hatte im Abarth am Streckenabschnitt Brünnchen einen schweren Unfall, als der Wagen erst abhob und bei der Landung ein Rad verlor. Bitter entstieg dem Wrack mit leichten Verletzungen. Nachdem Rodríguez mit 8:03,200 gestoppt worden war, durchbrach Jo Siffert im 908 mit einer Zeit von 8:00,200 Minuten beinahe die 8-Minuten-Schallmauer. Chris Amon im Ferrari war nur eine Zehntelsekunde langsamer. Am Nachmittag gab es zwei weitere schwere Unfälle. Der Schwede Björn Rothstein verunglückte im Lola T70 Mk.3B GT beim Abschnitt Antoniusbuche. Mit einem schweren Schock sowie einen Kiefer- und Wirbelbruch wurde er ins Krankenhaus Adenau eingeliefert. Am Lola gab es einen Totalschaden. Bei Kilometer 12,8 hob der Porsche 908 mit Vic Elford am Steuer ab und prallte nach dem Aufschlag auf der Bahn in einen Erdwall. Auch der Porsche war ein Totalschaden. Elford blieb unverletzt. Durch Regenwetter am Samstag kam es zu keiner Verbesserung der Rundenzeiten.

### Der Rennverlauf
Vor dem Rennen versuchte Rico Steinmann Gerhard Mitter zu einem Wechsel in den Wagen von Jo Siffert zu bewegen. Brian Redman hatte im Training keine nennenswerten Rundenzeiten erzielt und der Porsche-Rennleiter fürchtete eine Überlegenheit des Amon/Rodríguez-Ferrari. Mitter wollte das Rennen jedoch mit seinem deutschen Teampartner Udo Schütz bestreiten und verweigerte den Tausch. Er startete aus der zweiten Reihe, neben ihm Teamkollege Rolf Stommelen. In der ersten Startreihe standen Jo Siffert im Porsche und Chris Amon im Ferrari. Aus der dritten Reihe gingen Vic Elford im Ersatzwagen und Richard Attwood im Porsche-Salzburg 908 ins Rennen. Vierte Reihe: Willy Kauhsen im Porsche 908 und Jacky Ickx im Mirage. Fünfte Reihe: Der Lola T70 von Joakim Bonnier und Herbert Müller und der Porsche 917, für den die Trainingszeit von Hubert Hahne gutgeschrieben worden war. Gardner und Piper hatten gelost, wer den Startturn fahren müsse, Piper verlor und musste mit dem 917 starten.
Beim Start ging Gerhard Mitter zwischen Siffert und Amon durchfahrend vor der Südkehre in Führung und hielt sie bis Breitscheid. Nach der ersten Runde führte Siffert im Porsche zwei Sekunden vor Mitter. Amon im Ferrari hatte schon 16 Sekunden Rückstand und lag knapp vor Elford. Dahinter folgten mit Abstand Attwood, Stommelen und Jacky Ickx im Mirage. In der zweiten Runde fuhr Siffert 8:40,000 Minuten, Mitter war drei Sekunden langsamer, Amon aber zwei Sekunden schneller. David Piper fuhr im 917 die zweite Runde in 9:38,000 Minuten und lag an der 13. Stelle. In den folgenden Runden entwickelte sich ein Dreikampf zwischen Siffert, Mitter und Amon um die Spitze im Rennen. Während Siffert vorne nicht wegfahren konnte, kam Amon Mitter immer näher. Im Mittelfeld konnte Johannes Ortner im 2-Liter-Abarth den 917 von Piper überholen. In der vierten Runde passierte Amon Mitter und verkürzte im siebten Umlauf den Rückstand auf Siffert auf sechs Sekunden. In der achten Runde konnte sich Siffert, der auf teilweise noch nasser Fahrbahn 8:06,600 Minuten fuhr, deutlich von Amon absetzen, der durch Überrundungen behindert, nur 8:16,000 Minuten fuhr.
Der Stand nach neun Runden: Siffert 17 Sekunden vor Amon, dahinter die 908 von Gerhard Mitter, Rolf Stommelen, Vic Elford, Richard Attwood und Willy Kauhsen. Achter war Jacky Ickx, der in dieser Runde zum ersten Tankstopp an die Boxen kam. Nach der zehnten Runde stoppte David Piper zum Nachtanken und um den 917 an Frank Gardner zu übergeben. Der Aufenthalt an den Boxen dauerte 1 Minute und 30 Sekunden, da der Sitz von Gardner nicht sofort einrastete. In der elften Runde ergab sich ein besonderes Spektakel, da alle in derselben Runde fahrenden Porsche 908 kurz hintereinander zum Tanken und Fahrerwechsel an die Boxen kamen. Zu einer Zeit, in der es weder Absperrungen für Mechaniker noch Geschwindigkeitslimits in der Boxengasse gab, steuerte Jo Siffert mit vollem Tempo die Porsche-Box an. Hart bremste er den 908 ab und sprang aus dem Wagen. Mit zwei Schläuchen wurde der Wagen betankt. Während des Tankvorgangs stoppte schon Gerhard Mitter knapp dahinter. Noch bevor Brian Redman nach 45 Sekunden mit dem führenden Porsche wieder auf die Bahn ging, stoppte Rolf Stommelen den dritten 908. Die Mechaniker mussten warten, da für den Stommelen/Herrmann-Wagen kein Tankschlauch frei war. Bei Udo Schütz dauerte es 57 Sekunden, bis er wieder losfahren konnte. Als der Stommelen-Wagen, in dem Hans Herrmann schon Platz genommen hatte, endlich betankt werden konnte, standen bereits die restlichen drei 908 an der Box. Hans Herrmann fuhr nach 65 Sekunden wieder los, Kurt Ahrens nach 55 Sekunden, Karl von Wendt nach 50 Sekunden und Rudi Lins wurde in schnellen 47 Sekunden abgefertigt.
Auch bei Ferrari wurde in der elften Runde der erste Tankstopp absolviert und Amon übergab den Wagen an Pedro Rodríguez. Durch den schnelleren Stopp und eine deutlich schnellere Runde führte Redman nach dem 12. Umlauf mit einem Vorsprung von 35 Sekunden auf Rodríguez. Die Siegeshoffnungen von Mitter und Schütz endeten in dieser Runde. Schütz kam in langsamer Fahrt an die Boxen zurück. Das linke Vorderrad war platt und stand schräg aus der Karosserie heraus. Ein Radlager war festgelaufen und dadurch der Achszapfen gebrochen. Zur Reparatur musste die gesamte Vorderradaufhängung ausgebaut werden.
Die Sorge von Porsche-Rennleiter Rico Steinemann, Brian Redman könne keine schnellen Runden fahren, erwies sich als unbegründet. Redman fuhr beständig schnellere Rundenzeiten als Rodríguez. Nach der 15. Runde betrug der Rückstand des Ferrari bereits 88 Sekunden. Dritter war Hans Herrmann. Bis zum zweiten Tankstopp wuchs der Rückstand auf fast zwei Minuten. Nach dem Rennen erklärte Rodríguez seine schlechten Rundenzeiten mit Vibrationen im Heck des Ferrari. In der 25. Runde war das Rennen zu Ungunsten von Ferrari entschieden, als Chris Amon mit einem Reifenschaden an die Box kam und dabei 85 weitere Sekunden verlor. In der 28. Runde fuhr Amon mit 8:03,300 die schnellste Runde des Rennens, ehe der Ferrari eine Runde später mit einer gebrochenen Zündspule, hervorgerufen durch die Vibrationen, ausfiel.
Zwei Runden vor Rennende holte Rico Steinemann Brian Redman per Flaggensignal zu einem ungeplanten Stopp an die Boxen. Er wollte es Jo Siffert ermöglichen, als Erster über die Ziellinie zu fahren. Der Vorsprung auf die zweitplatzierten Stommelen/Herrmann betrug vier Minuten. Weitere 65 Sekunden dahinter wurden Ahrens/Elford Dritte. Den Fünffachsieg von Porsche komplettierten Lins/Attwood und Kauhsen/von Wendt. David Piper und Frank Gardner kamen mit dem Porsche 917 als Gesamtachte ins Ziel. Der Rückstand auf den siegreichen Porsche 908 betrug allerdings vier Runden.
Mit dem Sieg beim 1000-km-Rennen gewann Porsche vorzeitig und erstmals in der Unternehmensgeschichte den Titel eines Sportwagen-Weltmeisters. Der Porsche-Entwicklungschef Helmuth Bott  nach dem Rennen: „Wir brauchen jetzt alle Ruhe, die Fahrer, die Mechaniker, die Ingenieure, alle. Ein solches Mammut-Entwicklungs- und Rennprogramm kann man nicht jedes Jahr durchpeitschen.“

## Ergebnisse

### Schlussklassement
| 1               | P 3.0  | 1T  | Porsche System Engineering                 | Jo Siffert Brian Redman                      | Porsche 908/02               | 44 |
| 2               | P 3.0  | 4   | Porsche System Engineering                 | Hans Herrmann Rolf Stommelen                 | Porsche 908/02 Flunder       | 44 |
| 3               | P 3.0  | 3T  | Porsche System Engineering                 | Vic Elford Kurt Ahrens                       | Porsche 908/02               | 44 |
| 4               | P 3.0  | 6   | Salzburg Porsche Konstruktionen Österreich | Rudi Lins Richard Attwood                    | Porsche 908/02               | 43 |
| 5               | P 3.0  | 5   | Porsche System Engineering                 | Willi Kauhsen Karl von Wendt                 | Porsche 908/02               | 42 |
| 6               | S 5.0  | 56  | IGFA Deutsche Auto Zeitung Köln            | Helmut Kelleners Reinhold Joest              | Ford GT40                    | 41 |
| 7               | S 2.0  | 84  | Alfa Romeo Deutschland                     | Carlo Facetti Herbert Schultze               | Alfa Romeo T33/2             | 40 |
| 8               | S 5.0  | 61  | Porsche System Engineering                 | David Piper Frank Gardner                    | Porsche 917                  | 40 |
| 9               | S 2.0  | 71  | Rainer Ising                               | Günter Werlich Rainer Ising                  | Porsche 906                  | 39 |
| 10              | P 3.0  | 18  | German BG Racing Team                      | Gerhard Koch Hans-Dieter Dechent             | Porsche 907 2.2              | 39 |
| 11              | S 2.0  | 76  | Racing Team VDS                            | Claude Bourgoignie Gustave Gosselin          | Alfa Romeo T33/2             | 39 |
| 12              | S 2.0  | 73  | William Bradley                            | Tony Dean William Bradley                    | Porsche 910                  | 38 |
| 13              | S 2.0  | 80  | Sten Axelsson                              | Sten Axelsson Hans Laine                     | Porsche 906                  | 38 |
| 14              | P 2.0  | 38  | Piccionaia Racing Team                     | Silvio Moser Antonio Nicodemi                | Porsche 907                  | 38 |
| 15              | S 2.0  | 86  | Alfa Romeo Deutschland                     | Andrea de Adamich Nino Vaccarella            | Alfa Romeo T33/2             | 38 |
| 16              | P 2.0  | 39  | Clive Baker                                | Clive Baker Roger Enever                     | Chevron B8                   | 37 |
| 17              | S 2.0  | 88  | JCB Excavators Ltd.                        | Peter Brown Tim Stock                        | Chevron B8                   | 37 |
| 18              | GT 2.0 | 106 | Chiquita                                   | Jürgen Neuhaus Dieter Fröhlich               | Porsche 911T                 | 37 |
| 19              | GT 2.0 | 109 | Kremer Brothers                            | Reinhardt Stenzel Erwin Kremer               | Porsche 911T                 | 37 |
| 20              | GT 2.0 | 107 | Hahn Motorfahrzeuge                        | Peter Kaiser Werner Müller                   | Porsche 911T                 | 37 |
| 21              | S 2.0  | 90  | Peter Taggart                              | Tony Goodwin Raymond Nash                    | Chevron B8                   | 36 |
| 22              | S 2.0  | 102 | Hans-Dieter Blatzheim                      | Hans-Dieter Blatzheim Malte Huth             | Porsche 911T                 | 36 |
| 23              | P 2.0  | 26  | Roger Nathan Racing                        | Roger Nathan Mike Beckwith                   | Astra RNR1                   | 36 |
| 24              | P 2.0  | 31  | Jeremy Richardson                          | Jeremy Richardson Bernard Farthing           | Ginetta G16A                 | 36 |
| 25              | GT 2.0 | 103 | Ernst Jüntgen                              | Ernst Jüntgen Helmut Gillen                  | Porsche 911S                 | 36 |
| 26              | S 2.0  | 70  | Brian Alexander                            | Vic Walker Brian Alexander                   | Lotus 47                     | 35 |
| 27              | P 1.6  | 50  | Lancia Squadra Corse                       | Sandro Munari Rauno Aaltonen                 | Lancia Fulvia HF F&M Special | 35 |
| 28              | P 2.0  | 36  | Picchio Rosso                              | Giampiero Biscaldi Corrado Manfredini        | Porsche 907                  | 35 |
| 29              | P 1.6  | 51  | Lancia Squadra Corse                       | Claudio Maglioli Raffaele Pinto              | Lancia Fulvia HF F&M Special | 35 |
| 30              | GT 2.0 | 101 | Rallye Gemeinschaft Ulm                    | Eberhard Sindel Dieter Benz                  | Porsche 911S                 | 34 |
| 31              | P 3.0  | 2   | Porsche System Engineering                 | Gerhard Mitter Udo Schütz                    | Porsche 908/02               | 34 |
| 32              | P 1.6  | 43  | Richard Groves                             | John Moore Rhoddy Harvey-Bailey              | Ginetta G12                  | 33 |
| 33              | P 1.6  | 40  | Jack Wheeler                               | Martin Davidson Jack Wheeler                 | Austin-Healey Sprite         | 33 |
| 34              | GT 2.0 | 108 | Edgar Herrmann                             | Hans Schuller Edgar Herrmann                 | Porsche 911S                 | 32 |
| 35              | GT 2.0 | 115 | Palladio                                   | Girolamo Capra Angelino Lepri                | Lancia Fulvia HF Zagato      | 32 |
| 36              | P 2.0  | 25  | Jean Denton                                | Mike Garton Jean Denton                      | MGB                          | 32 |
| 37              | P 1.6  | 42  | Manfred Spiess                             | Manfred Spiess Heinz Gilges                  | NSU Spiess 1300              | 31 |
| 38              | GT 2.0 | 114 | Jörg Klasen                                | Jörg Klasen Peter Otto                       | Alfa Romeo Duetto            | 30 |
| 39              | P 2.0  | 34  | Abarth-Osella                              | Johannes Ortner Gijs van Lennep              | Abarth 2000 SP               | 27 |
| Ausgefallen     |        |     |                                            |                                              |                              |    |
| 40              | P 3.0  | 7   | SpA Ferrari SEFAC                          | Chris Amon Pedro Rodríguez                   | Ferrari 312P                 | 28 |
| 41              | P 2.0  | 27  | BMW Martini Garage                         | Günther Selbach Friedhelm Thiessen           | Astra RNR1                   | 25 |
| 42              | P 1.6  | 46  | Julian Hasler                              | Peter Jackson Mike Crabtree                  | Nomad Mk.1                   | 23 |
| 43              | S 5.0  | 55  | Ecurie Bonnier Scuderia Filipinetti        | Jo Bonnier Herbert Müller                    | Lola T70 Mk.3B GT            | 23 |
| 44              | P 3.0  | 17  | Chris Lawrence                             | John Wingfield Chris Lawrence                | Deep Sanderson 302           | 21 |
| 45              | GT 2.0 | 104 | Hans-Dieter Weigel                         | Ferfried von Hohenzollern Hans-Dieter Weigel | Porsche 911T                 | 20 |
| 46              | GT 2.0 | 116 | Dieter Weizinger                           | Dieter Weizinger Wilhelm Bisterfeld          | Alfa Romeo Giulia Spider     | 20 |
| 47              | P 1.6  | 54  | Dieter Weizinger                           | Thomas Bossert Rolf Kienen                   | NSU Spiess 1300              | 19 |
| 48              | P 3.0  | 9   | J. W. Automotive                           | David Hobbs Mike Hailwood                    | Mirage M2/300                | 18 |
| 49              | P 3.0  | 8   | J. W. Automotive                           | Jacky Ickx Jackie Oliver                     | Mirage M2/300                | 16 |
| 50              | P 1.6  | 41  | Peter Rand                                 | Peter Rand Alain Douarche                    | Alpine M64                   | 16 |
| 51              | S 2.0  | 78  | Sportscars Unlimited                       | Masten Gregory Richard Broström              | Porsche 910                  | 15 |
| 52              | P 2.0  | 30  | Scodec de Cadenet                          | Mike Walton Alain de Cadenet                 | Ferrari Dino 206S            | 12 |
| 53              | S 2.0  | 91  | Chevron Cars                               | John Hine Reine Wisell                       | Chevron B8                   | 12 |
| 54              | P 1.6  | 53  | Karl-Heinz Kleine                          | Karl-Heinz Kleine Günther Obid               | Abarth 1300 OT               | 10 |
| 55              | S 2.0  | 77  | Vereinigung Südd. Auto Sportler            | Sepp Greger Ernst Kraus                      | Porsche 910                  | 6  |
| 56              | P 3.0  | 16  | Racing Team VDS                            | Teddy Pilette Rob Slotemaker                 | Alfa Romeo T33/2 2.5         | 5  |
| 57              | S 2.0  | 96  | Chevron Germany                            | Dieter Basche Nikolaus Killenberg            | Chevron B8                   | 5  |
| 58              | S 2.0  | 81  | Nick Gold                                  | Nick Gold Gordon Spice                       | Porsche 906                  | 4  |
| 59              | P 2.0  | 28  | Bam-Bam                                    | Hans Wängstre Evert Christofferson           | Ferrari Dino 206S            | 3  |
| 60              | GT 2.0 | 100 | Paul-Ernst Strähle                         | Herbert Linge Roland Bauer                   | Porsche 911T                 | 3  |
| 61              | P 1.6  | 48  | Falken Racing                              | John Markey Angus Clydesdale                 | Costin-Nathan GT             | 2  |
| 62              | S 5.0  | 66  | David Prophet                              | David Prophet Edward Nelson                  | Lola T70 Mk.3 GT             | 2  |
| 63              | P 3.0  | 22  | McKechnie Racing                           | Max Wilson Mike Walker                       | Lola T70P                    | 1  |
| 64              | P 1.6  | 45  | Bridges Walker                             | John Bridges John Lepp                       | Chevron B8                   | 1  |
| 65              | S 2.0  | 85  | Alfa Romeo Deutschland                     | Nanni Galli Ignazio Giunti                   | Alfa Romeo T33/2             | 1  |
| Nicht gestartet |        |     |                                            |                                              |                              |    |
| 66              | P 3.0  | 19  | Helmut Krause                              | Helmut Krause Ernst Furtmayr                 | Porsche 907 2.2              | 1  |
| 67              | P 1.6  | 44  | Abarth-Osella                              | Toine Hezemans Dieter Quester Erich Bitter   | Abarth 1300 SP               | 2  |
| 68              | S 5.0  | 60  | PR For Men                                 | Picko Troberg Björn Rothstein                | Lola T70 Mk.3B GT            | 3  |
| 69              | S 5.0  | 64  | Nicholas Granville-Smith                   | Nicholas Granville-Smith Gordon Miles        | Shelby Cobra 289             | 4  |
| 70              | S 2.0  | 75  | Abarth-Osella                              | Helmut Leuze Giampiero Biscaldi              | Abarth 2000 S                | 5  |
| 71              | S 2.0  | 94  | Jolly Club                                 | Giampiero Moretti Everardo Ostini            | Porsche 910                  | 6  |
| 72              | P 3.0  | 1   | Porsche System Engineering                 | Jo Siffert Brian Redman                      | Porsche 908/02 Flunder       | 7  |
| 73              | P 3.0  | 3   | Porsche System Engineering                 | Vic Elford Kurt Ahrens                       | Porsche 908/02 Flunder       | 8  |

1 nicht gestartet
2 Unfall im Training
3 Unfall im Training
4 Motorschaden im Training
5 Unfall im Training
6 Unfall im Training
7 Unfall im Training
8 Unfall im Training

### Nur in der Meldeliste
Hier finden sich Teams, Fahrer und Fahrzeuge, die ursprünglich für das Rennen gemeldet waren, aber aus den unterschiedlichsten Gründen daran nicht teilnahmen.
| Pos. | Klasse | Nr. | Team                       | Fahrer                               | Chassis            |
| ---- | ------ | --- | -------------------------- | ------------------------------------ | ------------------ |
| 74   | P 3.0  | 12  | Serenissima                | Jonathan Williams Juan-Manuel Bordeu | Serenissima Mk.168 |
| 75   | P 3.0  | 14  | Autodelta                  | Nino Vaccarella                      | Alfa Romeo T33/3   |
| 76   | P 3.0  | 15  | Autodelta                  | Mario Casoni                         | Alfa Romeo T33/3   |
| 77   | P 3.0  | 20  | Tony Beeson                | Tony Beeson John Markey              | Chevron B8         |
| 78   | P 2.0  | 32  | Mark Konig                 | Mark Konig                           | Nomad Mk.2         |
| 79   | P 2.0  | 33  | Compact Conversion         | Paul Sutcliffe John MacDonald        | Ginetta G12        |
| 80   | P 2.0  | 35  | Scuderia Pescara           | Leandro Terra Turillo Barbuscia      | Ferrari Dino 206P  |
| 81   | P 2.0  | 37  | Scuderia Madunina          | Enrico Pinto Giovanni Alberti        | Alfa Romeo T33/2   |
| 82   | P 1.6  | 47  | Falken Racing              | Andrew Mylius Alan Harvey            | Chevron B8         |
| 83   | P 1.6  | 49  | Peter Clarke               | Peter Clarke Sidney Segal            | Emeron             |
| 84   | P 1.6  | 52  | John Britten               | Gabriele Konig John Britten          | MG Midget          |
| 85   | S 5.0  | 57  | David Piper                | David Piper                          | Lola T70 Mk.3B GT  |
| 86   | S 5.0  | 58  | Ulf Norinder               | Ulf Norinder Robin Widdows           | Lola T70 Mk.3B GT  |
| 87   | S 5.0  | 59  | Robin Orms                 | Mike De Udy                          | Lola T70 Mk.3B GT  |
| 88   | S 5.0  | 62  | Porsche System Engineering |                                      | Porsche 917        |
| 89   | S 5.0  | 63  | Porsche System Engineering |                                      | Porsche 917        |
| 90   | S 5.0  | 65  | Techspeed Racing           | Chris Craft Eric Liddell             | Lola T70 Mk.3 GT   |
| 91   | S 2.0  | 72  | Auto-Neuser                | Anton Fischhaber Fritz Neuser        | Porsche 906        |
| 92   | S 2.0  | 74  | Abarth-Osella              |                                      | Abarth 2000 S      |
| 93   | S 2.0  | 79  | Kurt Ahrens                | Eckhard Schimpf Manfred Berthold     | Abarth 1300 OT     |
| 94   | S 2.0  | 82  | Bosch Vienna               | Otto Stuppacher Kurt Rieder          | Porsche 906        |
| 95   | S 2.0  | 83  | Worcestershire Racing      | John Burton Mike Walker              | Chevron B8         |
| 96   | S 2.0  | 87  | Falken Racing              | Angus Clydesdale John Markey         | Chevron B8         |
| 97   | S 2.0  | 89  | Paul Vestey                | Paul Vestey Paul Ridgway             | Chevron B8         |
| 98   | S 2.0  | 92  | Guy Edwards                | Guy Edwards Mike Franey              | Chevron B8         |
| 99   | S 2.0  | 93  | International Racing Club  | Joachim Komusin Siegfried Müllers    | Alfa Romeo T33/2   |
| 100  | S 2.0  | 97  | Scuderia Brescia Corse     | Ennio Bonomelli Cesare Guzzi         | Porsche 906        |
| 101  | GT 2.0 | 105 | Hediri Racing              | Peter Wisskirchen Christian Schmarje | Porsche 911T       |
| 102  | GT 2.0 | 117 | International Racing Club  | Thomas Teves Dieter Mohr             | Alfa Romeo Duetto  |

### Klassensieger
| Klasse | Fahrer           | Fahrer           | Fahrzeug                     | Platzierung im Gesamtklassement |
| ------ | ---------------- | ---------------- | ---------------------------- | ------------------------------- |
| P 3.0  | Jo Siffert       | Brian Redman     | Porsche 908/02               | Gesamtsieg                      |
| P 2.0  | Silvio Moser     | Antonio Nicodemi | Porsche 907                  | Rang 14                         |
| P 1.6  | Sandro Munari    | Rauno Aaltonen   | Lancia Fulvia HF F&M Special | Rang 27                         |
| S 5.0  | Helmut Kelleners | Reinhold Joest   | Ford GT40                    | Rang 6                          |
| S 2.0  | Carlo Facetti    | Herbert Schultze | Alfa Romeo T33/2             | Rang 7                          |
| GT 2.0 | Jürgen Neuhaus   | Dieter Fröhlich  | Porsche 911T                 | Rang 18                         |

### Renndaten
- Gemeldet: 102
- Gestartet: 65
- Gewertet: 39
- Rennklassen: 6
- Zuschauer: unbekannt
- Wetter am Renntag: kalt, leichter Regen
- Streckenlänge: 22,835 km
- Fahrzeit des Siegerteams: 6:11:02,300 Stunden
- Gesamtrunden des Siegerteams: 44
- Gesamtdistanz des Siegerteams: 1004,740 km
- Siegerschnitt: 162,500 km/h
- Pole-Position: Jo Siffert – Porsche 908/02 (#1T) – 8:00,200 = 171,191 km/h
- Schnellste Rennrunde: Chris Amon – Ferrari 312P (#8) – 8:03,300 = 170,093 km/h
- Rennserie: 7. Lauf zur Sportwagen-Weltmeisterschaft 1969